# Ясуюоші Сайто
Ясуюоші Сайто (яп. 斎藤 康良, *Yasuyoshi Saito*) — японський майстер бойових мистецтв, 8 дан з карате шотокан, міжнародний інструктор, засновник організації Japan Karate-Do International (JKI) та виконавчий директор Shotokan Karate-Do of United Nations (SKDUN). Відомий своєю багаторічною діяльністю з популяризації традиційного карате в Європі, Америці, Азії та Карибському регіоні.

## Біографія

### Ранні роки та навчання
Ясуюоші Сайто народився на півночі Японії. Своє навчання карате він розпочав у системі Японської асоціації карате (JKA) під керівництвом сенсея Хіросі Шьоджі.Yasuyoshi Saito – SKDUN European Karate Federation. SKDUN European Karate Federation. Процитовано 14 травня 2025.

### Міжнародна кар'єра
У 1970 році Сайто покинув Японію та розпочав викладацьку діяльність у Франції, Південній Америці та Карибському регіоні. У Гваделупі він обіймав посаду головного інструктора Федерації Будокан Франції. У 1973 році переїхав до Південної Флориди (США), де до 1992 року був інструктором Міжнародної федерації шотокан карате (ISKF) Південно-Атлантичного відділення.Yasuyoshi Saito - SKDUN. SKDUN. Процитовано 14 травня 2025.
У 1993 році Сайто заснував організацію Japan Karate-Do International (JKI), яка об'єднує членів у Східній та Західній Європі, Азії, Карибському басейні, Південній Америці та Північній Америці. Наразі він також є виконавчим директором Shotokan Karate-Do of United Nations (SKDUN) та головним директором шотокан у World Karate Martial Arts Organization (WKMO).Yasuyoshi Saito – SKDUN European Karate Federation. SKDUN European Karate Federation. Процитовано 14 травня 2025.

### Діяльність у Європі
Сайто регулярно проводить семінари та майстер-класи з карате в Європі. 17 травня 2012 року він відвідав місто Плоєшті (Румунія), де провів семінар для місцевих каратистів, зосереджуючи увагу на якості базових технік та розвитку молодих спортсменів.YASUYOSHI SAITO, 8 DAN KARATE SHOTOKAN, LA PLOIESTI. karatetraditional93.blogspot.com. Процитовано 14 травня 2025.

## Внесок у розвиток карате
Ясуюоші Сайто відомий своєю відданістю традиційному карате шотокан та прагненням передати глибоке розуміння технік наступним поколінням. Його викладацький стиль поєднує технічну майстерність із філософією бойових мистецтв, що сприяє розвитку карате як мистецтва самовдосконалення.